# Alles was recht ist – Väter, Töchter, Söhne
Alles was recht ist – Väter, Töchter, Söhne ist der dritte Teil der deutschen Fernsehfilmreihe Alles was recht ist, die zu großen Teilen in der hessischen Barockstadt Fulda spielt. Diesmal muss sich die strafversetzte Richterin Dr. Lena Kalbach nicht nur beruflich, sondern auch privat um Vaterschaftsfragen kümmern.

## Handlung
In ihrem neuen Fall hat Richterin Lena Kalbach einen Familienstreit zu entscheiden: Wer ist der Vater des kleinen Moritz und welcher Familie steht das Sorgerecht zu? Ausgangspunkt des Familienzwistes war zunächst eine Strafsache. Gastwirt René Dörfler wurde gegen Kantor Franz Bergen handgreiflich. Daraufhin klagt Bergen auf Umgangsrecht mit Moritz, dessen leiblicher Vater er aufgrund einer Samenspende ist.
Privat geht es für Lena auch um das Thema Vaterschaft. Sie hatte ihrer Tochter Nike bislang nicht erzählt, wer ihr leiblicher Vater ist. Nunmehr will Nike auf eigene Faust ermitteln und herausfinden, wer ihr Erzeuger ist. Als Lena bemerkt, wie wichtig ihrer Tochter dies ist, verrät sie ihr, wer ihr biologischer Vater ist, der damals nichts von seiner Vaterschaft wissen wollte und deshalb keine Rolle in ihrem Leben spielen sollte. Gleichzeitig befürchten die Kinder von Nike, Klara und Emanuel, ihren Vater Johannes zu verlieren. Dieser wurde nach einem Seitensprung von Nike vor die Tür gesetzt. Obwohl Johannes dies aufrichtig bereut, bleibt Nike vorerst bei ihrer Entscheidung.
Sowohl der berufliche als auch der private Vaterschaftsfall führt zu Turbulenzen und zu Entscheidungen von Lena, die über die reine Paragraphenanwendung hinausgehen. So lässt sie das Schicksal des Jungen nicht unberührt, und sie will die beiden Väter zu einer Einigung bewegen. Das droht zu scheitern. Erst als Lena allen Beteiligten klarmachen kann, was der Rechtsstreit für Moritz bedeuten würde, lenken die Väter ein. Sie entschließen sich, zum Wohle des Kindes beide für Moritz da zu sein. Lena erwägt indessen ihr Richteramt niederzulegen.
Unklar scheint zunächst, welche Rolle bei alledem der Anwalt Friedrich Gross spielt. Er vertritt nicht nur Bergen bei seiner Klage auf das Umgangsrecht zu seinem Sohn, sondern hat sich kurz nach Lenas Versetzung auch in Fulda niedergelassen. Schon sehr bald lässt er keinen Zweifel daran, dass er wegen Lena hier hergekommen ist, was ihr schmeichelt. Er schlägt ihr vor, gemeinsam eine Rechtsanwaltskanzlei zu eröffnen.

## Produktion, Drehorte
Der Fernsehfilm ist eine erneute filmpool-Produktion im Auftrag der ARD Degeto. Er wurde in der Zeit vom 7. Juli bis 7. August 2009 in der Barockstadt Fulda und Umgebung, in Köln sowie in Frankfurt am Main gedreht.

## Fortsetzungen
Der vierte und letzte Teil wurde im Sommer 2010 mit dem Titel Alles was recht ist – Sein oder Nichtsein gedreht und am 20. Januar 2011 ebenfalls um 20:15 Uhr in Das Erste gezeigt.
Der erste Film erreichte bei seiner Erstausstrahlung am 21. Februar 2008 4,7 Millionen Zuschauer. Bei der zweiten Folge am 7. Mai 2009 sanken die Zuschauerzahlen auf 4,2 Millionen. Die dritte Folge kam am 13. Januar 2011 auf 3,7 Millionen und die vierte Folge, die am 20. Januar 2011 ausgestrahlt wurde, erreichte noch einmal 4,5 Millionen Zuschauer. Da die Einschaltquoten jedoch unter dem Durchschnitt des Senders lagen, wurde die Serie eingestellt.

## Kritiken
Julian Miller von Quotenmeter.de kritisiert den Film als „einfallslos wie der Titel und undifferenziert bis ins Mark.“ Es begegnet einem nur „banales Geschwätz“ und „Stumpfsinn“. Weiterhin befindet er: „Einen derart unrealistischen Film hat man selbst von der Degeto selten gesehen. In der neuen Ausgabe der losen ARD-Reihe sitzen Mutter und Tochter als Richterin und Staatsanwältin schon mal in derselben Verhandlung und ebenso kommt es gerne einmal vor, dass ein kleiner Junge einfach so mitten in die Sitzung platzt. Lena Kalbach lässt in ihrem Gerichtssaal Dinge zu, die kein ordentlicher Richter Deutschlands dulden würde. Generell scheint der Hauptprotagonistin eine gesunde Einstellung zum deutschen Rechtssystem vollkommen zu fehlen.“
Tittelbach.tv beurteilt diesen dritten Fall der losen ARD-Reihe „Alles was recht ist“ zu sehr „auf thematischen Gleichklang gebürstet, um wahrhaftig zu wirken. […] Es werden einige nicht ganz falsche Aussagen über das Leben und die Liebe getroffen. Dieses Offene-Türen-Einrennen ergibt aber noch keinen guten Film. Fazit: ein auf launig getrimmter Themenfilm, in dem alles nach Konzept aussieht. Eine serielle Kopfgeburt ohne Leben. Belanglose Service-Fiction – allenfalls für reifere Jahrgänge geeignet!“